# Lactobacillus crispatus
Lactobacillus crispatus è una specie di batterio appartenente alla famiglia delle Lactobacillaceae.